# Tribunal Federal Electoral
El Tribunal Federal Electoral fue el órgano jurisdiccional en materia electoral, que antecedió al Tribunal Electoral del Poder Judicial de la Federación, cuya finalidad fue resolver las impugnaciones electorales y la protección de derechos políticos.

## Historia
Tiene su antecedente en el Tribunal de lo Contencioso Electoral que surge en 1987 con motivo de la reforma constitucional implementada con la promulgación del Código Federal Electoral, el 29 de diciembre de 1986, publicado en el Diario Oficial de la Federación el 12 de febrero de 1987. Con la reforma electoral de 1990, se creó el Tribunal Federal Electoral, que dio autonomía en materia electoral a sus asuntos, fundamentándose la definitividad de sus resoluciones.